# デミド・ウラジミロヴィチ
デミド・ウラジミロヴィチ（ベラルーシ語: Дзямід Уладзіміравіч、ロシア語: Демид Владимирович、? - 1292年以降）は、13世紀後半の、トゥーロフ・イジャスラフ家（キエフ大公イジャスラフの子孫）出身のピンスク公の1人である。
デミドはピンスク公ウラジーミル・グレボヴィチの次男であり、兄にフョードル、弟にユーリーがいる。1262年には兄弟ともに、ネブラでリトアニア大公国軍に勝利したヴォルィーニ公ヴァシリコを祝ったという記述がある。また、弟のユーリーの死を悼んだという記述のあることから、デミドの死は1292年以降と考えられる（ただしムィハーイロ・フルシェーウシクィイは、ユーリーの死を1288年もしくは1289年であると述べている）。